# Christine Buisman
Christine Johanna Buisman (nederländskt uttal: [krɪsˈtinə joːˈɦɑnaː ˈbœysmɑn]), född 22 mars 1900, död 27 mars 1936, var en holländsk växtpatolog som ägnade sin korta karriär åt forskning av holländska almsjukan och val av resistenta almplantor. 1927 tillhandahöll Buisman det slutliga beviset för att Graphium ulmi (senare benämnd Ophiostoma ulmi) var den kausala orsaken till sjukdomen, och avslutande därmed den debatt som hade rasat bland nederländska och tyska forskare sedan 1922.
Buisman utvecklade inympning som metod för screening av ett stort antal almväxters resistensförmåga och 1932 upptäckte hon den generativa form av svampen, Ceratostomella ulmi. Den första resistenta almklonen, som är uppkallad efter henne, släpptes i Nederländerna 1937, ett år efter hennes död.

## Biografi
Buisman var den äldsta av fyra syskon och växte upp i ett liberalt och socialt medveten familj i Leeuwarden. Hon avslutade sin gymnasieutbildning på det lokala gymnasiet 1919. Därefter studerade hon biologi i Amsterdam, där hennes främsta intresse var marin flora. Under 1923–1924 läste Buisman praktiska kurser på ett plantpatologiskt  laboratorium, "Willie Commelin Scholten", i Baarn, en liten stad i närheten av Amsterdam. Laboratoriet var inrymt i den lummiga Villa Java tillsammans med Centraal Bureau voor Schimmelcultures (fungicultures) (CBS), där Buisman också arbetade som assistent. Båda institutionerna leddes av professor Johanna Westerdijk (1883–1961), som 1927 blev den första kvinnliga professorn i Nederländerna. 1927 tog Buisman sin doktorsexamen vid Universitetet i Utrecht.
I mars 1936 genomgick Buisman en gynekologisk operation. Även om operationen inledningsvis verkade gå bra, avled hon på grund av en infektion den 27 mars 1936, bara fem dagar efter att hon fyllt 36 år. Buisman begravdes tre dagar senare på kyrkogården Westerveld i Driehuis, som ligger vid Nordsjöns sanddyner, väster om Amsterdam.

## Forskargärning
I slutet av 1926 beviljades medel för fortsatt forskning om orsaken till Holländska almsjukan. Buisman ledde ett tvåårigt projekt under vilket en trädgård planterades med almplantor. Med hjälp av en spruta infekterade Buisman sina försöksplantor. Denna metod blev lyckosam och skulle komma att användas i flera decennier framåt. 1927 hade hon lyckats producera både vaskulär missfärgning och vissnande löv helt enkelt genom att ympa sina försöksplantor tidigare under sommarperioden än kollegan Bea Schwarz hade gjort 1921. Buismans försöksresultat kom sedan att  bekräfta de resultat som tidigare redovisats av Wollenweber och Stapp i Berlin, och blev därmed det definitiva beviset på att Graphium ulmi orsakarde Hollandska almsjukan.
1929 lämnade Buisman CBS för vidare studier i Dahlem i Berlin. I augusti samma år deltog hon i en konferens arrangerad av International Federation of University Women i Genève, där hon träffade Bernice Cronkhite, dekanus vid Harvard University's Radcliffe College i Boston, USA. Buisman tog tillfället i akt att ansöka om ett stipendium för att studera almar och almsjukdomar i USA, och en månad senare började ett års studier i Boston, med det huvudsakliga syftet att avgöra om Graphium ulmi också var närvarande i USA. Det var inte förrän de sista dagarna innan hon återvände till Europa som hon lyckades isolera svampen i prover från Cleveland, och detta blev den första bekräftelsen på förekomsten av svampen på den nordamerikanska kontinenten. Hon har också studerat andra almsjukdomar, med hjälp av donationer av Ulmus americana plantor från US Department of Agriculture. Hon presenterade denna forskning i en artikel publicerad i Journal of Arnold Arboretum, Vol. XII, (1931): "Tre Arter av Botryodiplodia Sacc. på almar i USA".
Under Buisman vistelse i USA, togs hotet från almsjukan i Nederländerna allt mer på allvar, och i februari 1930  grundades Kommittén för undersökning och kontroll av alm Sjukdom. Westerdijk bjöd in Buisman en forskartjänst vid Baarn när hon återvände i oktober 1930. Under sina år på Baarn skrev Buisman många publikationer om almsjukdomar, höll tal i och utanför Nederländerna (hon var flerspråkig), och blev snabbt etablerad som den största almspecialisten i Europa.
Från de tusentals försöksplantor som testats, valde Buisman 1935 ut flera lovande almkloner med ett betydligt bättre motstånd mot almsjukan, bland annat två från Frankrike (klon nr. 1) och Spanien (klon nr. 24), som hon preparerat för att använda i hybridiseringsexperiment i Haag, assisterad av Simon Doorenbos, dåvarande chef för stadens parkavdelning.
Det nederländska odlingsprojektet av resistenta almar fortsatte fram till 1992. Därefter har liknande projekt i Nordamerika, Italien, och Spanien resulterat i resistenta almarter som nu finns i handeln.

## Postuma uppmärksammanden

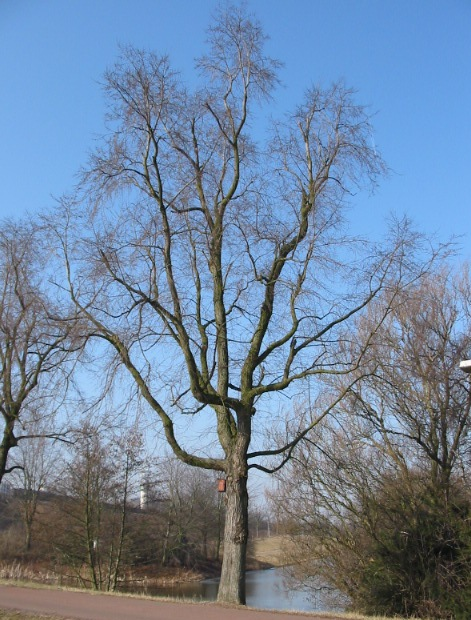
Ulmus minor 'Christine Buisman' i Amsterdam, Nederländerna 2007

När det nederländska almutskottet 1937 beslutade att släppa klon nr.24, blev den uppkallad efter Buisman. Även om 'Christine Buisman'-almen inte uppfyller förväntningarna på dess växtsätt, och den verkade vara mottagliga för Coral Plats-svampen, Nectria cinnabarina, har många fullvuxna exemplar överlevt i Nederländerna, England och USA som ett levande bevis på hennes prestation. Strax efter hennes död invigde Buismans föräldrar Christine Buisman Foundation, som finansierar kvinnliga nederländska biologistudenters studier utomlands.